# Lars-Erik Svahn
Lars-Erik Svahn, född 29 april 1908 i Barnarps församling, Jönköpings län, död 12 januari 1996, var en svensk ingenjör.
Svahn, som var son till kamrer Elis Svahn och Anna Mollén, utexaminerades från Kungliga Tekniska högskolan 1930. Han var ingenjör i Motala ströms kraftaktiebolag 1930–1931, i Hammarforsens kraftaktiebolag 1931–1953 samt verkställande direktör för Aktiebolaget Bergslagens gemensamma kraftförvaltning 1953–1959, för Yngeredsfors kraftaktiebolag 1959–1972 och för Ångefallens kraftaktiebolag 1959–1976.